# Apollodor von Athen (Maler)
Apollodor von Athen (altgriechisch Ἀπολλόδωρος) war ein athenischer Maler, der im letzten Drittel des 5. Jahrhunderts v. Chr. wirkte.
Apollodor ist der erste Maler, den Plinius namentlich nennt. Zwar hätte es auch vorher schon bemerkenswerte Maler gegeben, doch überspringt Plinius sie, um rasch zu den „Sternen der Malerei“ zu kommen. Denn Apollodor hätte als erster Dinge so gemalt, wie sie wirklich erschienen, und Ruhm mit Hilfe seines Pinsels (penicillus) erlangt. Apollodors Akme gibt Plinius mit der 93. Olympiade, also den Jahren 408–405 v. Chr. an, doch wird dies eher das Ende als den Höhepunkt seiner Schaffenszeit treffen.
Sein Ruhm basierte auf zwei grundlegenden, voneinander abhängigen und von ihm eingeführten Neuerungen in der Malerei. Der bis dahin vorherrschenden colorierten Umrisszeichnung, deren Vertreter etwa der etwas ältere Polygnotos war, fügte er die Schattenwirkung hinzu und erreichte dadurch als erster Plastizität und dreidimensionale Körperlichkeit in seinen Gemälden. Er wurde daher auch σχιαγράϕος, „Schattenmaler“, genannt. Wahrscheinlich folgte er hierin ähnlichen Tendenzen, die in der Skenographie seit Mitte des 5. Jahrhunderts v. Chr. unter den besonderen Bedingungen der Bühnenmalerei Einzug hielten. Denn die Bühnenmaler waren aufgrund starker optischer Verzerrungen ihrer Malereien für die Zuschauer früh gezwungen, Gesetze der illusionistisch-perspektivischen Malerei zu entwickeln und zu verfeinern. Verbunden ist diese Neuerung mit dem Namen Agatharchos, Reflexe lassen sich auch in der gleichzeitigen rotfigurigen Vasenmalerei finden.
An Gemälden Apollodors werden überliefert: ein betender Priester, ein vom Blitz erschlagener Ajax, der sich zur Zeit des Plinius in Pergamon befand und von dem Plinius sagt, es gäbe kein älteres Bild, das den Blick so fesseln würde; ein Odysseus, den er als erster mit dem Pileus der Schiffer malte, und die Herakliden, wie sie die Athener um Schutz vor Eurystheus anflehen. Bei letztgenanntem Bild vermutet man den Einfluss des Euripides auf die Kunst seiner Zeit.
Vom Selbstbewusstsein Apollodors zeugt seine Signatur, die er unter seine Werke gesetzt haben solle: „Es ist leichter zu kritisieren als nachzuahmen“ (μωμήσεται τις μᾶλλον ὴ μιμήσεται). Sein Verhältnis zu seinem jüngeren Zeitgenossen Zeuxis und eine gewisse Arroganz oder Anerkennung des Jüngeren finden sich in seinem Urteil, Zeuxis habe die Kunst von anderen gestohlen und zur eigenen gemacht (artem ipsis ablatam Zeuxim ferre secum).
Sein Ruhm war in ganz Griechenland verbreitet, wie ein Epigramm eines nicht näher bestimmbaren Nikomachos berichtet.